# Дроньки
Дроньки (бел. Дронькі) — упразднённая деревня в Хойникском районе Гомельской области Беларуси. Входил в состав Стреличевского сельсовета.
На территории Полесского радиационно-экологичного заповедника. Рядом небольшое месторождение железных руд полесского типа.
В связи с радиационным загрязнением после катастрофы на Чернобыльской АЭС жители (92 семьи) переселены в чистые места.

## География

### Расположение
В 35 км на юго-запад от районного центра и железнодорожной станции Хойники (на ветке Василевичи — Хойники, от линии Гомель — Калинковичи), в 138 км от Гомеля.

### Гидрография
На юге мелиоративные каналы, соединённые с рекой Припять (приток реки Днепр).

## Транспортная сеть
Рядом автодорога Довляды — Хойники. Планировка состоит из прямолинейной улицы, ориентированной с юго-востока на северо-запад, к которой с юга и севера присоединяются переулки. Жилые дома деревянные, усадебного типа.

## История
Дроньки известны из «Акта ограничения Брагинской волости» 1512 года, как сопредельный одноимённый остров. В описании Чернобыльского замка 1552 г. Дроньки наряду с Масановичами и Кожушковичами отнесены к Белосороцкой неделе Чернобыльского повета (волости). В 1628 г. Дроньки (Drony, Drunki) принадлежали Свято-Николаевскому (Пустынскому) монастырю в Киеве. Административно относились к Киевскому воеводству Великого Княжества Литовского, с середины 1569 г. — Королевства Польского.
После 2-го раздела Речи Посполитой (1793 год) в составе Российской империи. В пореформенный период в составе Дзёрновичской волости Речицкого уезда Минской губернии. В 1879 году обозначена в числе селений Оревичского церковного прихода.
С 8 декабря 1926 года до 30 декабря 1927 года центр Дроньковского сельсовета Хойникского района Речицкого с 9 июня 1927 года Гомельского округов. В 1929 году жители вступили в колхоз. Во время Великой Отечественной войны 55 жителей погибли на фронте. Согласно переписи 1959 года входила в состав совхоза «Оревичи» (центр — деревня Оревичи).

## Население

### Численность
- 2004 год — жителей нет.

### Динамика
- 1795 год — 19 дворов.
- 1897 год — 54 двора 356 жителей (согласно переписи).
- 1959 год — 361 житель (согласно переписи).
- 2004 год — жителей нет.